# George Steinbrenner
George Michael Steinbrenner III (4 de julio de 1930 - 13 de julio de 2010), fue un empresario estadounidense que fue el principal propietario y gerente de los New York Yankees de la MLB. Su franqueza y su papel en el aumento de salarios de los jugadores lo convirtió en uno de los personajes más controvertidos de este deporte. Steinbrenner también fue un antiguo magnate en una empresa de envíos en Cleveland.
Gracias a la practicidad del ejecutivo en el mundo del béisbol, se ganó el apodo de "The Boss". Su tendencia a entrometerse en las decisiones diarias del campo, contratar y despedir (y algunas veces volver a contratar) a los managers llevó al ex-manager de los Yankees, Dallas Green, a darle el apodo peyorativo de «Manager George».
Durante el mando de Steinbrenner desde 1973 hasta su muerte, la más larga de la historia del club, los Yankees ganaron 11 banderines y 7 títulos de la Serie Mundial. Fue tal su impacto sobre los Yankees durante los 37 años como propietario, que el club le incluyó en uno de los exclusivos monumentos que hay en el estadio neoyorquino junto a nombres como Babe Ruth o Mickey Mantle. La ceremonia se produjo el 20 de septiembre de 2010. 
Murió después de sufrir un ataque al corazón en su casa de Tampa en la mañana del 13 de julio de 2010.

## Infancia y educación
Steinbrenner nació en Rocky River, Ohio, el único hijo de Rita (née Haley) y Henry George Steinbrenner, se graduó en el Instituto de Tecnología de Massachusetts, donde se graduó en ingeniería en 1927. El anciano Steinbrenner luego se convirtió en un hombre de negocios rico de envío que dirigía la empresa familiar, pariente navieras, buques de carga y transporte de minerales de grano en los Grandes Lagos. Steinbrenner tiene dos hermanas menores, Susan y Judy.
Steinbrenner entró en la Academia Militar Culver en el norte de Indiana en 1944, y se graduó en 1948. Recibió su B.A. en el Williams College en Massachusetts en 1952. Mientras que en Williams, George era un estudiante promedio que llevaba una vida activa extracurricular. Fue miembro de la fraternidad Delta Kappa Epsilon. Era un corredor de vallas a cabo en la pista del varsity y en el equipo de campo, y se desempeñó como editor de deportes del periódico estudiantil, tocaba el piano en la banda y jugó como corredor del equipo de fútbol en su último año. Se unió a la Fuerza Aérea de Estados Unidos después de la graduación, fue comisionado como segundo teniente y fue destinado a la Base Aérea Lockbourne en Columbus, Ohio. Después fue dado de baja con honores en 1954, hizo estudios de postgrado en la Universidad Estatal de Ohio (1954-55), donde obtuvo su maestría en educación física.
Conoció a la que iba a ser su esposa, Elizabeth Joan (pronunciado Jo-Ann) Zieg, en Columbus, y se casaron el 12 de mayo de 1956. La pareja tuvo dos hijos, Hank Steinbrenner, Hal Steinbrenner, y, y dos hijas Jessica y Jennifer Steinbrenner Swindal.

## Carrera antes de los Yankees
Mientras estudiaba en el Estado de Ohio, Steinbrenner se desempeñó como ayudante de cátedra del legendario entrenador de fútbol americano de los Buckeye, Woody Hayes. Los Buckeyes fueron invictos campeones nacionales de ese año, y ganó el Rose Bowl. Steinbrenner se desempeñó como asistente de un entrenador de fútbol americano en la Universidad Northwestern en 1955, y en la Purdue University de 1956-1957.
En 1957, Steinbrenner se unió a0 Marine Transit Company, la compañía de envío de los Grandes Lagos que su bisabuelo había comprado en 1901 por la Compañía de Tránsito Minch, que era propiedad familiar. Steinbrenner trabajado duro para revitalizar el éxito la empresa, que estaba sufriendo dificultades en condiciones de mercado difíciles. En su retorno a la rentabilidad, fue el pariente que hizo más hincapié en los envíos de granos de mineral. Unos años más tarde, con la ayuda de un préstamo de un banco de Nueva York, Steinbrenner compró la compañía de su familia. Más tarde pasó a formar parte de un grupo que adquirió la construcción naval de la empresa, y, en 1967, se convirtió en su presidente y consejero delegado. En 1972, las ventas brutas de la compañía fueron más de $ 100 millones anuales.
En 1960, contra los deseos de su padre, entró en el negocio Steinbrenner franquicia deportiva por primera vez con los Pipers de Cleveland, de la ABL. Los Pipers fueron entrenados por John McClendon, quien se convirtió en el primer entrenador afroamericano en el baloncesto profesional. McClendon había llevado a la Universidad A&I de Tennessee de la NAIA a tres campeonatos consecutivos . The Pipers decantaron por los nuevos profesionales de la liga estadounidense de baloncesto en 1961, el nuevo circuito fue fundada por Abe Saperstein, dueño de los Harlem Globetrotters. La liga y el equipo experimentado problemas financieros, y renunció en medio de ello McClendon de protesta por la temporada, sin embargo, The Pipers ganaron la primera mitad de una temporada dividida. Steinbrenner sustituye McClendon con el ex estrella de los Boston Celtics Bill Sharman, y los Pippers ganaron el campeonato de ABL en 1961-62. El ABL doblada en diciembre de 1962, pocos meses en su segunda temporada. Steinbrenner y sus socios perdieron dinero significativo en el riesgo, pero valió la pena para Steinbrenner y todos sus acreedores y socios durante los próximos años.

## Carrera con los New York Yankees
Los Yankees habían estado luchando durante sus años en la propiedad de CBS, que había adquirido el equipo en 1965. En 1972, el presidente de CBS William S. Paley, dijo que el presidente del equipo Michael E. Burke dijo a los medios que tenía la intención de vender el club. Como Burke dijo más tarde al escritor Roger Kahn, que Paley se ofreció a vender la franquicia a Burke si podía encontrar respaldo financiero. Steinbrenner, quien había participado en un fallido intento de compra de los Indios de Cleveland de Vernon Stouffer un año antes, se reunió junto a Burke con el veterano Paul, ejecutivo del béisbol.
El 3 de enero de 1973, Steinbrenner y Burke llevaron a un grupo de inversionistas, que incluía a Lester Crown, DeLorean Juan y Nelson Bunker Hunt, en la compra de los Yankees de CBS. Durante años, el precio de venta se informó en 10 millones de dólares. Sin embargo, Steinbrenner reveló más tarde que el acuerdo incluye dos aparcamientos que la CBS había comprado a la ciudad, y poco después el trato se cerró, CBS compró los garajes por $ 1,2 millones. El costo neto para el grupo de los Yankees por lo tanto fue de 8,8 millones dólares.